# International Football Association Board
A International Football Association Board (IFAB) é o órgão que regulamenta as regras do futebol.
A associação foi fundada no dia 6 de dezembro de 1883, após um encontro em Manchester da The Football Association (Inglaterra), da Scottish Football Association (Escócia), Football Association of Wales (País de Gales) e da Irish Football Association (à época representando toda a Irlanda; hoje, somente a Irlanda do Norte). Na ocasião, as entidades representativas dos quatro países definiram as regras do futebol que seriam utilizadas nos confrontos entre os times dos quatro países e que a IFAB fosse um fórum permanente de regulamentação do futebol na Grã-Bretanha e na Irlanda. O encontro também serviu para que fosse formalizada a Home Championship (Copa Britânica), torneio que reuniu as seleções nacionais das quatro nações britânicas.
A primeira reunião do conselho administrativo da IFAB aconteceu no dia 2 de junho de 1886, em Londres, no escritório da The Football Association. 
Após a criação da FIFA (Fédération Internationale de Football Association), em 1904, a entidade adotou as regras estabelecidas pela IFAB. Com o crescimento do futebol pelo mundo, especialmente na Europa, a FIFA foi admitida pela International Board em 1913.
Em 1958, o conselho de administração da IFAB definiu o sistema de votação entre as associações britânicas de futebol e a FIFA. A entidade mundial contaria com a representação de quatro representantes, enquanto que cada país britânico continuaria com a mesma representatividade.
Desta forma, cada deliberação da International Board deve ser autorizada com a aprovação de seis representantes. Sendo assim, as propostas de mudança da Lei do Futebol feitas pela FIFA só podem ser aprovadas com a votação positiva de, pelo menos, dois países do Reino Unido.
A International Board se reúne duas vezes por ano. Na Assembleia Geral Ordinária, que acontece entre fevereiro e março, os representantes das associações e da FIFA decidem eventuais mudanças nas regras que regulamentam o futebol. Já no Encontro Anual de Negócios, realizado entre setembro e outubro, os países debatem e decidem assuntos internos. 
Um mês antes da realização da Assembleia Geral, os representantes das associações devem enviar as propostas para o secretário da entidade que vai receber a reunião.